# Vítězslav Vobořil
Vítězslav Vobořil (* 28. září 1963) je bývalý český dráhový cyklista, který reprezentoval Československo. Věnoval se především závodům tandemů. S Romanem Řehounkem se stali mistry světa v Bassanu del Grappa roku 1985 a za rok svůj titul obhájili v Colorado Springs. Na dalším světovém šampionátu ve Vídni v roce 1987 jel Vobořil v tandemu s Lubomírem Hargašem a získali bronz. V roce 1986 se Vobořil umístil v anketě Sportovec roku na 5. místě.